# Olbiil era Kelulau
Olbiil era Kelulau (engelska Palau National Congress, oftast endast förkortat OEK) är det lokala parlamentet i Palau i Stilla havet.

## Parlamentet
Olbiil era Kelulau är ett tvåkammarparlament delad på House of Delegates (Underhuset) och Senate of Palau (Överhuset). Parlamentet är den lagstiftande makten i Palau.
Parlamentsbyggnaden ligger numera i stadsdelen Ngerulmud i Melekeok även om den formella postadressen ännu är i Koror (1). Melekeok blev landets huvudstad den 7 oktober 2006 då den ersatte Koror.

## Sammansättning

### House of Delegates
16 Delegates (ledamöter) valda på en fyraårsperiod. Alla ledamöter väljs i valkretsar där mandaten fördelar sig på 1 ledamot från varje av de 16 delstater: Aimeliik, Airai, Angaur, Hatohobei, Kayangel, Koror, Melekeok, Ngaraard, Ngarchelong, Ngardmau, Ngatpang, Ngchesar, Ngeremlengui, Ngiwal, Peleliu och Sonsoral.
Talmannen kallas "Speaker of the House of Delegates".

### Senate of Palau
9 Senators (ledamöter) valda på en fyraårsperiod. Alla ledamöter väljs i valkretsar där mandaten fördelar sig på enkel majoritet.
Talmannen kallas "President of the Senate".

## Historia
Den 1 januari 1981 antog Palau sin första konstitution (2) och året efter höll parlamentet sin första session.
Den 18 augusti 1981 grundades även Palau Congressional Library som nu förfogar över ca 3.000 föremål.
Den nuvarande parlamentsbyggnaden "Palau National Congress" stod klart 2006 som del i Capitol-komplexet.
De senaste valen genomfördes den 5 november 2024.